# Gallery (revista)
Gallery es una revista para adultos estadounidense de tirada mensual publicada por Magna Publishing Group. Es una de las revistas "de piel" más populares que surgieron sobre el patrón de la revista Playboy en la década de 1970.

## Historia
Gallery fue lanzada por Ronald L. Fenton y el abogado litigante F. Lee Bailey en Chicago (Illinois). El primer número apareció en los quioscos en noviembre de 1972 con un extraño parecido a la revista Playboy, utilizando incluso el mismo tipo de letra para la portada. Por ello, mucha gente asumió que Gallery también era publicada por Hugh Hefner como una publicación complementaria de Playboy. Después de que Hugh Hefner enviara una carta a Bailey señalando las similitudes de la revista, el diseño de Gallery se cambió rápidamente.
Las dificultades financieras afectaron a la revista desde el principio, lo que provocó la salida de Bailey durante su año inaugural. Tras la publicación del número de enero de 1974, Fenton se vio obligado a ceder la propiedad de la revista a su distribuidor.
Montcalm Publications, con sede en Nueva York, acabó adquiriendo Gallery y la incorporó a su cartera de publicaciones periódicas. Montcalm también publicó The Twilight Zone Magazine en la década de 1980, aparentemente a imitación de la filial Omni de la revista Penthouse.
Montcalm Publishing quebró en marzo de 2008, debiendo a muchos fotógrafos y modelos salarios impagados; a algunos se les debía hasta 100 000 dólares. Andi Land (Andi Pink) ganó dos veces el premio Girl Next Door of the Month de Gallery.
El 30 de abril de 2008, la revista fue adquirida por Magna Publishing Group. El 22 de diciembre de 2015, Magna Publishing Group fue adquirida por 1-800-PHONESEX.

## Características y formato
Desde hace mucho tiempo, Gallery ofrece un concurso "Girl Next Door" en el que los fotógrafos presentan imágenes de modelos amateurs (similar a "Beaver Hunt" de Hustler). Al final del año, una de ellas es coronada como "Girl Next Door of the Year" y recibe un premio en metálico de 25 000 dólares. La ganadora más famosa es la estrella porno retirada Stacy Valentine; en el momento de su selección era ama de casa en Oklahoma.